# Derecho subjetivo
Los derechos subjetivos son las facultades y potestades jurídicas inherentes de las personas por razón de la  naturaleza, contrato y otra causa admisible en derecho. Un poder reconocido por el ordenamiento jurídico a la persona para que, dentro de su ámbito de libertad actúe de la manera que estima más conveniente para satisfacer sus necesidades e intereses junto a una correspondiente protección o tutela en su defensa, aunque siempre delimitado por el interés general de la sociedad. Es la facultad reconocida a la persona por la ley que le permite efectuar determinados actos, un poder otorgado a las personas por las normas jurídicas para la satisfacción de intereses que merecen la tutela del derecho.  
Un derecho subjetivo nace por una norma jurídica, que puede ser una ley o un contrato, a través de un acuerdo de voluntades para que pueda hacerse efectivo este derecho sobre otra persona determinada.
La cara contrapuesta de un derecho subjetivo, es una obligación. Todo derecho supone para una o más personas una obligación de respetarlo, ya sea de forma activa (obligación de hacer) o pasiva (obligación de no hacer).
En cuanto corriente los autores que consideran a los derechos subjetivos como la base del ordenamiento jurídico enfatizan la primacía del consenso entre los individuos como fuente de legitimidad, en contraposición a las que enfatizan que la validez de las instituciones no se sujeta al libre albedrío de aquellos que nacen en su seno, también llamadas "del derecho objetivo". La libre aceptación por parte de los miembros de una comunidad del orden que los sujeta a la misma –representada por Jean-Jacques Rousseau y su "contrato social" – se topa, a los ojos de los representantes del derecho objetivo (cuyo máximo exponente es Hegel) con una dificultad que desde su punto de vista es insalvable: los miembros de una comunidad no pueden fundar su posibilidad ni la legitimidad de sus instituciones en algún tipo de "consenso", dado que dicha comunidad preexiste a sus miembros, está ya ahí constituida en sus instituciones y cada persona encuentra su Status de tal en su seno merced a su integración a las mismas.
El derecho subjetivo también designa la facultad de hacer o exigir algo que la norma reconoce a favor de un sujeto.

## Clasificación
1. Atendiendo a la conducta  debida, se distingue entre derechos subjetivos a la conducta ajena o propia:
- A la Conducta Propia: Hacer / Omitir (no hacer lo que yo diga).
- A la Conducta Ajena: Exigir una conducta positiva (que se haga algo) o negativa (que no se haga algo).

2. Atendiendo a su efecto, se distingue entre derechos subjetivos relativos o absolutos:
- Derecho Subjetivo Relativo: Se hacen valer ante otra persona o personas concretamente identificadas.
- Derecho Subjetivo Absoluto: Se hacen valer ante todas las personas que integran la sociedad.

3. Atendiendo a su régimen jurídico, se distingue entre derechos subjetivos públicos y privados:
- Públicos: conjunto de facultades que se hacen valer frente al Estado y representan una serie de limitaciones que el Estado se impone a sí mismo.
- Privados: Facultades que se ejercen en las relaciones de los particulares entre sí o con el Estado, cuando este no actúa en su carácter de ente soberano.